# Наканива, Кэнсукэ
Кэнсукэ Наканива (яп. 中庭健介 Наканива Кэнсукэ, ромадзи: Nakaniwa Kensuke; род. 15 октября 1981 года) — японский фигурист, выступающий в мужском одиночном разряде, дважды бронзовый призёр чемпионата Японии по фигурному катанию. Лучшее достижение на международной арене бронзовая медаль на зимней Универсиаде 2003 года и четвёртое место на зимней Универсиаде 2005 года.

## Программы
| Сезон     | Короткая программа                             | Произвольная программа         | Показательные выступления |
| --------- | ---------------------------------------------- | ------------------------------ | ------------------------- |
| 2008—2009 | Nuovo Cinema Paradiso («Новое кино „Парадиз“») | «Храброе сердце» Джеймс Хорнер | You Are So Beautiful      |

## Результаты

### После 2004 года
| Соревнование                  | 2004—2005 | 2005—2006 | 2006—2007 | 2007—2008 | 2008—2009 | 2009—2010 | 2010—2011 |
| ----------------------------- | --------- | --------- | --------- | --------- | --------- | --------- | --------- |
| Чемпионат Четырёх континентов | 8         | 6         | 8         | 12        |           |           |           |
| Чемпионат Японии              | 2         | 3         | 5         | 4         | 6         | 12        | 9         |
| Зимние Азиатские игры         |           |           | 3         |           |           |           |           |
| Cup of China                  |           |           | 5         |           | 10        |           |           |
| NHK Trophy                    | 8         |           |           | 8         |           |           |           |
| Trophee Eric Bompard          |           |           |           | 7         |           |           |           |
| NRW Trophy                    |           |           |           |           | 5         | 5         |           |
| Мемориал Ондрея Непелы        |           |           |           |           | 1         | 1         |           |
| Зимняя Универсиада            |           | 4         |           |           |           |           |           |
| Золотой конёк Загреба         |           | 7         |           |           |           |           |           |

### До 2004 года
| Соревнование                   | 1999—2000 | 2000—2001 | 2001—2002 | 2002—2003 | 2003—2004 |
| ------------------------------ | --------- | --------- | --------- | --------- | --------- |
| Чемпионат Четырёх континентов  |           |           |           | 11        |           |
| Чемпионат мира среди юниоров   | 13        |           |           |           |           |
| Чемпионат Японии               | 9         | 5         | 4         | 3         | 6         |
| Чемпионат Японии среди юниоров | 2         | 3         |           |           |           |
| NHK Trophy                     |           |           |           |           | 11        |
| Skate America                  |           |           |           | 10        |           |
| Cup of Russia                  |           |           |           | 8         | 10        |
| Зимняя Универсиада             |           | 9         |           |           | 3         |